# Бристау (Айова)
Бристау (англ. Bristow) — місто (англ. city) в США, в окрузі Батлер штату Айова. Населення — 145 осіб (2020).

## Географія
Бристау розташований за координатами 42°46′26″ пн. ш. 92°54′29″ зх. д. / 42.77389° пн. ш. 92.90806° зх. д. (42.773823, -92.907927).  За даними Бюро перепису населення США в 2010 році місто мало площу 2,42 км², уся площа — суходіл.

## Демографія
Згідно з переписом 2010 року, у місті мешкало 160 осіб у 73 домогосподарствах у складі 39 родин. Густота населення становила 66 осіб/км².  Було 84 помешкання (35/км²).
Расовий склад населення:
| - 97,5 % — білих - 0,6 % — азіатів |

До двох чи більше рас належало 1,9 %. Частка іспаномовних становила 0,0 % від усіх жителів.
За віковим діапазоном населення розподілялося таким чином: 23,7 % — особи молодші 18 років, 58,8 % — особи у віці 18—64 років, 17,5 % — особи у віці 65 років та старші. Медіана віку мешканця становила 40,3 року. На 100 осіб жіночої статі у місті припадало 105,1 чоловіків;  на 100 жінок у віці від 18 років та старших — 96,8 чоловіків також старших 18 років.
Середній дохід на одне домашнє господарство  становив 43 164 долари США (медіана — 37 188), а середній дохід на одну сім'ю — 51 963 долари (медіана — 51 250). За межею бідності перебувало 37,2 % осіб, у тому числі 61,4 % дітей у віці до 18 років та 20,0 % осіб у віці 65 років та старших.
Цивільне працевлаштоване населення становило 90 осіб. Основні галузі зайнятості: виробництво — 24,4 %, освіта, охорона здоров'я та соціальна допомога — 17,8 %, будівництво — 11,1 %, роздрібна торгівля — 10,0 %.